# Brasschaat
Brasschaat è un comune belga di 37 133 abitanti nelle Fiandre (Provincia di Anversa).

## Amministrazione

### Gemellaggi
- Bad Neuenahr-Ahrweiler
- Tarija

## Sport
Presso il Campo Militare di Hoogboom si sono svolte le gare di tiro a volo e bersaglio mobile dei Giochi olimpici di Anversa 1920.
Brasschaat ha inoltre ospitato:
- i campionati europei di triathlon middle distance del 1986;
- i campionati europei di triathlon long distance del 2007;
- le gare dei tuffi dei campionati europei giovanili di nuoto del 1991 e del 1998.